# Raw Like Sushi
Az 1989-es Raw Like Sushi Neneh Cherry debütáló nagylemeze. Szerepel az 1001 lemez, amit hallanod kell, mielőtt meghalsz című könyvben.
A Buffalo Stance korai változata feltűnt Morgan McVey Looking Good Diving kislemezének B-oldalán. A kislemez sikertelen volt; a dalt újravették, ekkor már nemzetközi siker lett: az Egyesült Királyságban és a Billboard Hot 100 listán 3. lett, Hollandiában két hétig vezette a listákat. Az albumon két további sláger szerepelt: Kisses on the Wind (10. Amerikában, 20. az Egyesült Királyságban) és Manchild (5. az Egyesült Királyságban).
A dalszövegek gyakran önéletrajzi jellegűek, főleg az iskolaévekről szólnak, de feltűnik benne Neneh anyasága is. Más dalok egy nőről szólnak, aki egy férfit akar elcsábítani egy másik nőtől.

## Az album dalai
|     | Cím                                                  | Szerző(k)                                                  | Hossz |
| --- | ---------------------------------------------------- | ---------------------------------------------------------- | ----- |
| 1.  | Buffalo Stance                                       | Jamie J. Morgan, Booga Bear, Neneh Cherry, Phillip Ramacon | 5:42  |
| 2.  | Manchild                                             | Booga Bear, Neneh Cherry, Robert "3D" Del Naja             | 3:51  |
| 3.  | Kisses on the Wind                                   | Neneh Cherry, Booga Bear                                   | 3:57  |
| 4.  | Inna City Mama                                       | Booga Bear, Neneh Cherry, Phil Chill                       | 4:50  |
| 5.  | The Next Generation                                  | Neneh Cherry, Booga Bear                                   | 5:04  |
| 6.  | Love Ghetto                                          | Neneh Cherry, Booga Bear                                   | 4:27  |
| 7.  | Heart                                                | Neneh Cherry, Booga Bear                                   | 5:08  |
| 8.  | Phoney Ladies                                        | Neneh Cherry, Booga Bear                                   | 3:52  |
| 9.  | Outré Risqué Locomotive                              | Booga Bear, Neneh Cherry, Will Malone                      | 5:04  |
| 10. | So Here I Come                                       | Booga Bear, Neneh Cherry, Phil Chill                       | 4:02  |
| 11. | My Bitch (bónuszdalok a CD-ről)                      | Neneh Cherry, Booga Bear                                   | 5:26  |
| 12. | Heart (It's a Demo) (bónuszdalok a CD-ről)           | Neneh Cherry, Booga Bear                                   | 4:52  |
| 13. | Buffalo Stance (Sukka mix) (bónuszdalok a CD-ről)    | Neneh Cherry, Booga Bear                                   | 5:20  |
| 14. | Manchild (The Old School mix) (bónuszdalok a CD-ről) | Neneh Cherry, Booga Bear                                   | 5:30  |

## Közreműködők
- Neneh Cherry – ének, programozás
- Sandy McLelland – háttérvokál
- Chandra Armstead – háttérvokál
- Booga Bear – háttérvokál, executive producer, keverés, beatek
- Phil Chill – programozás, beatek, háttérvokál
- Claudia Fontaine – háttérvokál
- Nellee Hooper – vibrafon
- Jerod – gitár
- Alvin Moody – beatek
- Nick Plytas – programozás
- Jeff Scantlebury – konga
- John Sharpe – programozás
- Tim Simenon – beatek
- Dynamik Duo – beatek
- Mark Saunders – hangszerek, beatek
- Will Malone – karmester, programozás, vonósok hangszerelése
- Gordon Dukes – háttérvokál
- Jean Baptiste Mondino – fényképek
- Mushroom – programozás

## Fordítás
Ez a szócikk részben vagy egészben a Raw Like Sushi című angol Wikipédia-szócikk ezen változatának fordításán alapul.  Az eredeti cikk szerkesztőit annak laptörténete sorolja fel. Ez a jelzés csupán a megfogalmazás eredetét és a szerzői jogokat jelzi, nem szolgál a cikkben szereplő információk forrásmegjelöléseként.